# Mutrécy
Mutrécy ist eine französische Gemeinde mit 578 Einwohnern (Stand: 1. Januar 2022) im Département Calvados in der Region Normandie. Sie gehört zum Arrondissement Caen und zum Kanton Le Hom. Die Einwohner werden als Mutrécyens bezeichnet.

## Geografie
Mutrécy liegt rund 14 Kilometer südsüdwestlich von Caen und wird im Westen durch die Orne begrenzt. Umgeben wird die Gemeinde von Clinchamps-sur-Orne im Nordosten, Boulon im Osten und Südosten, Grimbosq im Süden und Südwesten, Maizet im Westen sowie Amayé-sur-Orne in nordwestlicher Richtung.

## Bevölkerungsentwicklung
| Jahr                              | 1793 | 1836 | 1876 | 1926 | 1946 | 1968 | 1990 | 2019 |
| Einwohner                         | 319  | 412  | 280  | 176  | 190  | 189  | 219  | 470  |
| Quellen: Cassini, EHESS und INSEE |      |      |      |      |      |      |      |      |

## Sehenswürdigkeiten
- Kirche Saint-Clair aus dem 11. Jahrhundert, deren Portal seit 1913 als Monument historique klassifiziert ist[2]
- Herrenhaus
- alter Bahnhof
- Lavoir (Waschhaus)

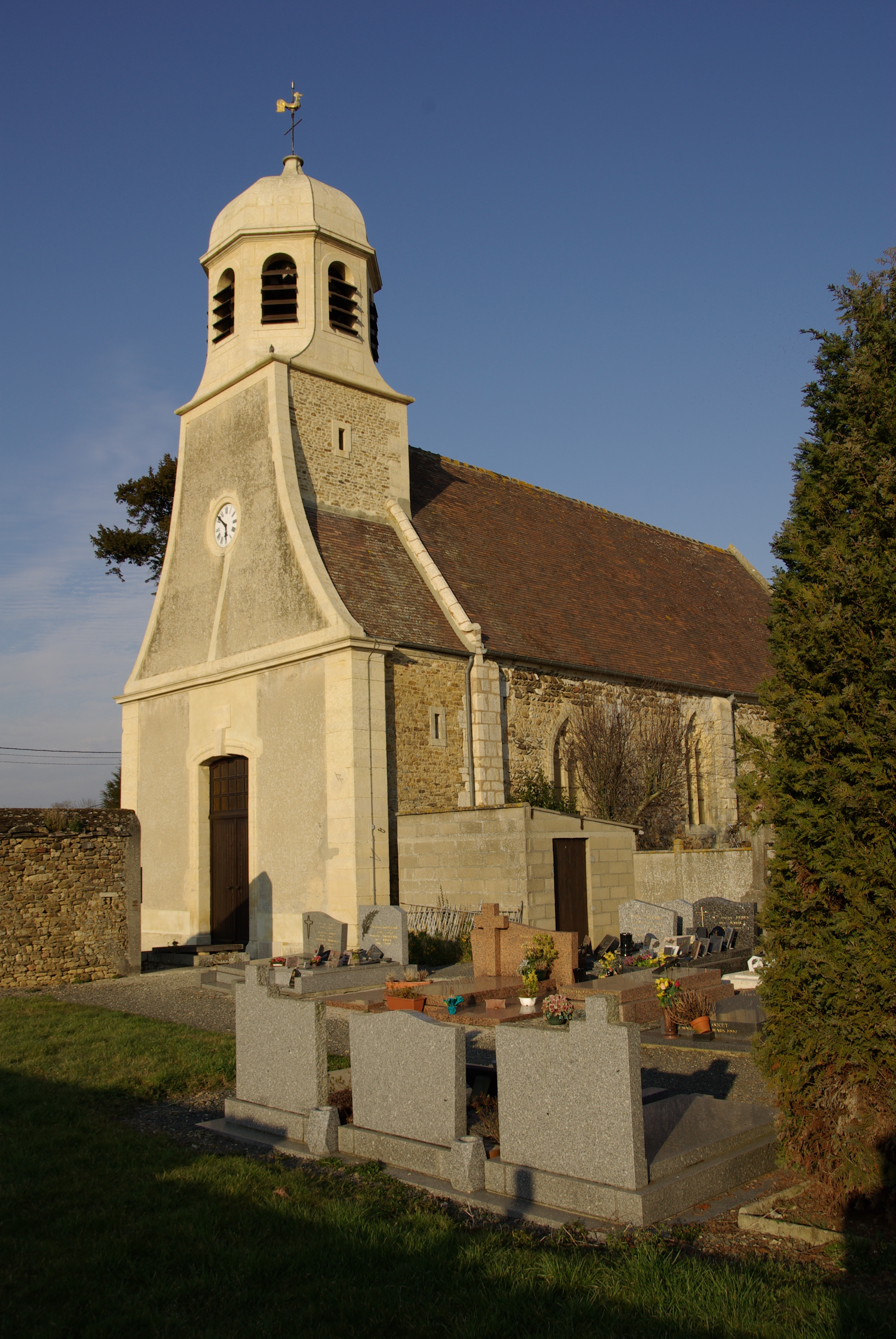
Kirche Saint-Clair
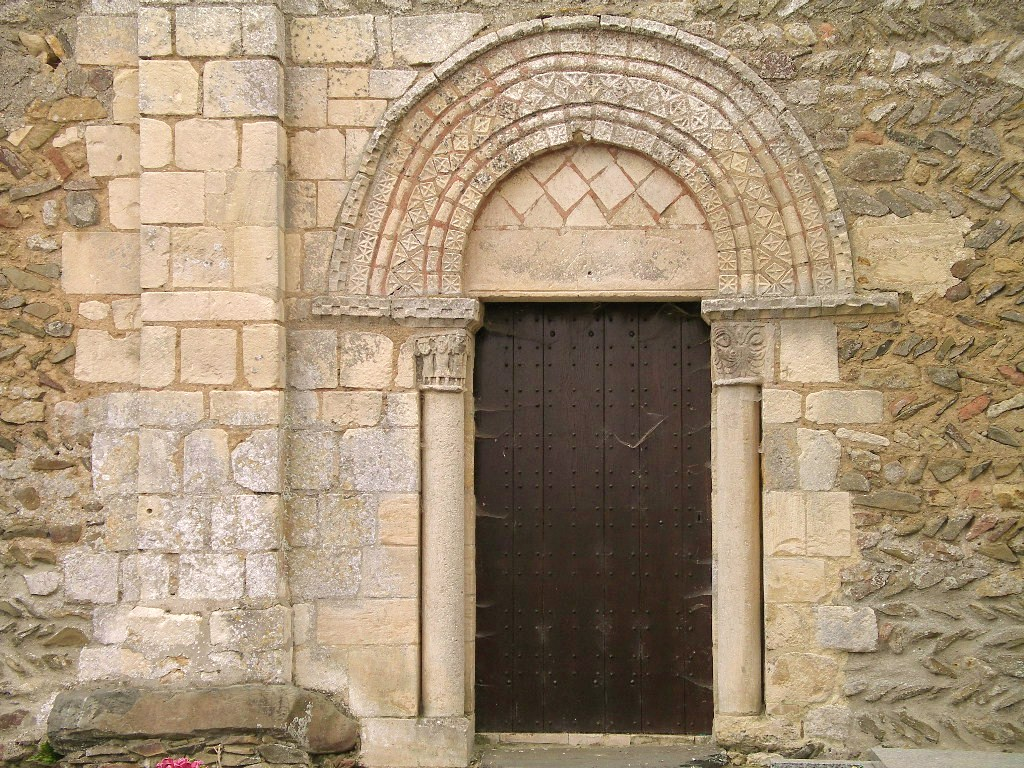
Portal der Kirche
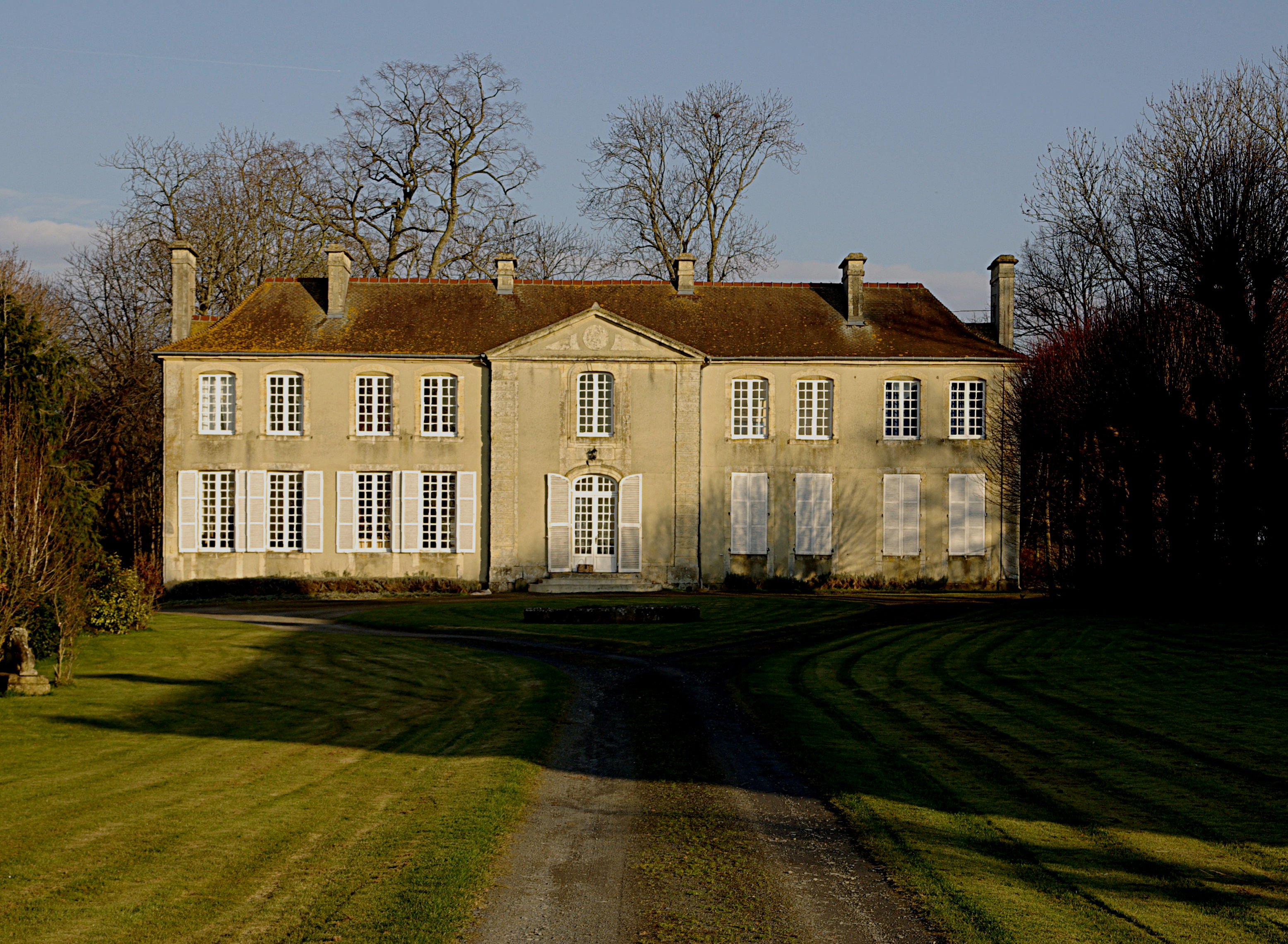
Herrenhaus
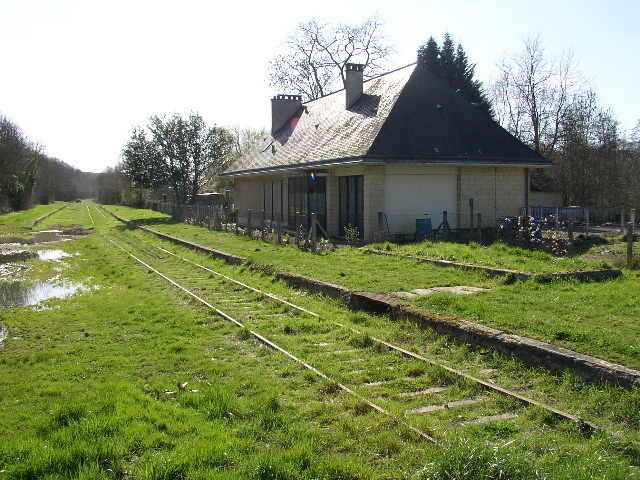
Bahnhof